# Гари Прадо
Гари Прадо Салмон (Рим, 15. новембар 1938 — Санта Круз де ла Сијера, 6. мај 2023) био је боливијски генерал и амбасадор. Предводио је јединицу која је у југоисточној Боливији 8. октобра 1967. године заробила  Че Гевару. Прадо је тврдио у каснијем интервјуу да, када су га заробили, није било говора о Чеовом погубљењу. Своју улогу је оправдавао тиме што је командовао регуларном и професионалном војском у сукобу са страном инвазијом герилаца. Признао је заслуге за заробљавање, али не и за Че Геварино погубљење, и навео је да би волео да тај догађај остави иза себе.
Када је именован за амбасадора Боливије у Мексику, поједини чланови мексичке Институционалне револуционарне партије су снажно протествовали, и тражили су његов опозив са тог места. Током сукоба са активистима који су 1981. окупирали нафтна поља у Боливији, залутали метак га је погодио у кичмени стуб и плућа, па је остао инвалид.